# Бриллиантов, Михаил Иванович
Михаи́л Ива́нович Бриллиа́нтов (1 января 1858, д. Какузево, Чулковская волость, Бронницкий уезд, Московская губерния — 2 сентября 1941, Москва) — старообрядец белокриницкого согласия, начётчик; духовный писатель-апологет.

## Семья
О родителях Михаила ничего неизвестно, вероятно, они были крестьянами, проживающими в деревне Какузево. Известно, что первую жену Михаила Ивановича звали Александра Федотьевна, от неё у Михаила было 10 детей: Дмитрий, Василий, Николай, Алексей, Александр, Валентин, Иосиф, Анастасия, Капитолина и Ксения. Вторую жену Михаила Ивановича звали Елизавета Алексеевна, от неё у Михаила сын Виктор 1921 года рождения, который был призван на фронт Ленинским РВК Московской области в 1941 году. В декабре 1941 года Виктор пропал без вести.

## Деятельность
Бриллиантов был талантливым организатором и руководителем, он создал в Москве старообрядческое Братство имени Честнаго и Животворящего Креста Господня и более 40 лет стоял во главе как руководитель и вдохновитель его. При братстве была создана и типография, которая печатала книги, связанные с тематикой старообрядчества. По благословению и внушению Уральского епископа Арсения для защиты прав и свобод старообрядчества взялся нижегородский купец-пароходчик Дмитрий Васильевич Сироткин, незаменимым помощником ему в этом деле был Михаил Бриллиантов. Благодаря деятельности епископа Арсения, Сироткина и Бриллиантова состоялся 14 сентября 1900 года в Москве Первый Всероссийский Съезд старообрядцев Белокриницкой иерархии. Бриллиантов до 1905 года служил в старообрядческом попечительстве; а с 1905 год по 1918 год — в Совете Всероссийских съездов старообрядцев.

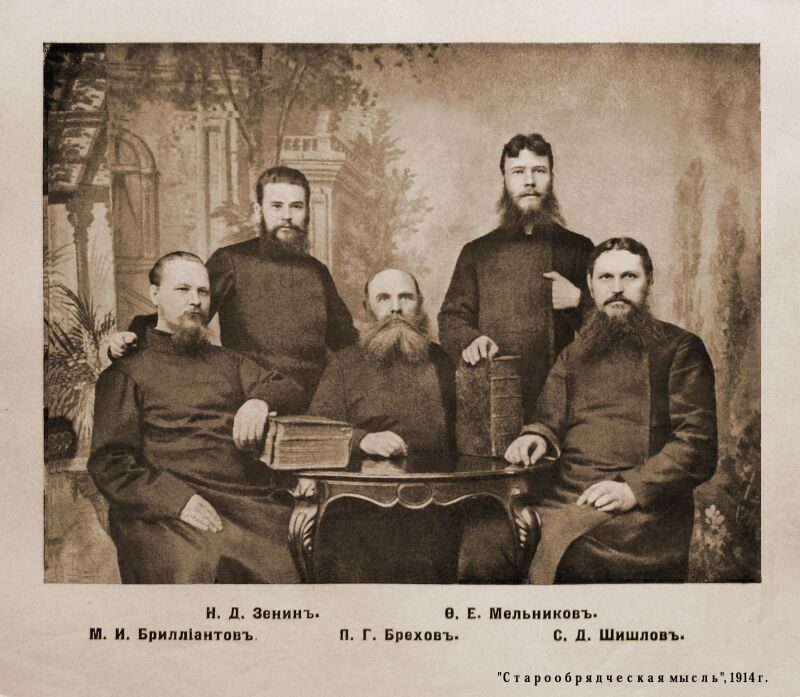
Фотография старообрядческих начётчиков начала XX века в издании «Старообрядческая мысль» 1914 года. Слева направо: М. И. Бриллиантов, Н. Д. Зенин, П. Г. Брехов, Ф. Е. Мельников, С. Д. Шишлов

После революции Михаил Иванович повергался арестам. В сентябре 1918 году задерживался органами ВЧК как мелкий фабрикант и домовладелец. В 1927 году комиссия врачей признала Михаила неспособным к труду. Бриллиантов придерживался монархических взглядов. После высылки председателя Совета старообрядческих съездов В. Ф. Конюшкова вся деятельность и руководство по делам старообрядчества в Москве и на периферии перешли к нему. 23 марта 1932 года Бриллиантов был арестован (в поезде Казанской железной дороги), ему было предъявлено обвинение в принадлежности к контрреволюционной организации старообрядцев. Основанием к этому, как следует из материалов дела, послужили собрания руководителей старообрядцев на частных квартирах и критика ими политики советской власти закрытия церквей и высылки духовенства. Постановлением особого совещания при Коллегии ОГПУ от 14 июля 1932 г. по статье 58 пункт 11 УК РСФСР за контрреволюционную деятельность Бриллиантов сослан в Казахстан (город Алма-Ата) сроком на 3 года. С октября по декабрь 1932 года работал в Казахском педагогическом институте. Решением особого совещания при Коллегии ОГПУ от 28 февраля 1933 года досрочно освобожден. Бриллиантов вернулся в Москву, но 13 января 1933 года Михаил Иванович был вновь арестован в городе Горьком. Согласно архивной справке фонда УКГБ по Горьковской области, он обвинялся в связях с заграницей, в частности с Д. В. Сироткиным, переправке старообрядческой литературы («Белокриницкой епархии»). 17 января 1933 года Михаил был освобождён под подписку о невыезде. Уголовное дело прекращено 7 апреля 1933 года, а подписка о невыезде аннулирована.
1 июня 1989 года Бриллиантов признан незаконно пострадавшим в период репрессий.
Умер 2 сентября 1941 года, 4 сентября похоронен на Рогожском кладбище.